# رابطة كرة القدم الأمريكية 1935–36
رابطة كرة القدم الأمريكية 1935–36 هو موسم من دوري كرة القدم الأمريكية ‏. فاز فيه New York Americans (soccer) ‏.